# 芒廷蓋特 (加利福尼亞州)
芒廷蓋特（英語：Mountain Gate）是位於美國加利福尼亞州沙斯塔縣的一個人口普查指定地區。

## 地理
芒廷蓋特的座標為40°42′48″N 122°20′14″W / 40.71333°N 122.33722°W，而該地最高點為海拔高度279米（即915英尺）。

## 人口
根據2010年美國人口普查的數據，芒廷蓋特的面積為15.775平方千米，均為陸地。當地共有人口943人，而人口密度為每平方千米59人。